# Jack Nicholson

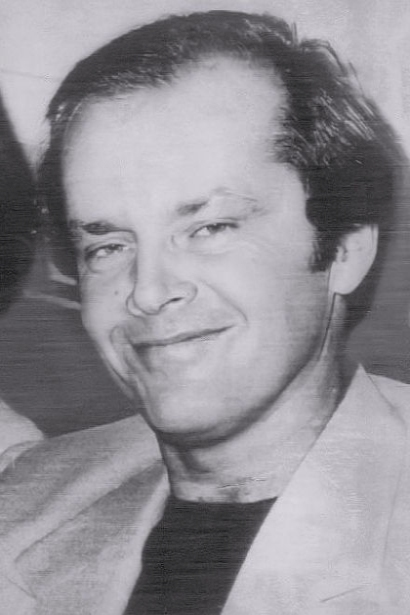
Nicholson (1976)

John Joseph Nicholson (sinh ngày 22 tháng 4 năm 1937), thường được biết tới với cái tên Jack Nicholson, là một cựu diễn viên kiêm nhà làm phim người Mỹ. Ông được coi là một trong những diễn viên xuất sắc nhất trong lịch sử Hollywood và được khán giả biết đến với việc vào vai những nhân vật bị thần kinh hoặc gặp vấn đề về tâm lý.
Nicholson đã được đề cử giải Oscar Nam diễn viên chính xuất sắc nhất và Nam diễn viên phụ xuất sắc nhất 12 lần và đã giành chiến thắng 3 lần. Ông và Walter Brennan là hai diễn viên nam đoạt nhiều giải Oscar nhất, hai người cũng chỉ xếp sau nữ diễn viên Katharine Hepburn về tổng số lần đoạt giải Oscar cho diễn xuất (Hepburn đã có 4 giải). Jack Nicholson cũng là một trong hai diễn viên nam duy nhất (người còn lại là Michael Caine) được đề cử giải Oscar cho diễn xuất trong mọi thập kỷ kể từ thập niên 1960. Ông cũng đã có tới 7 giải Quả cầu vàng. Nicholson được biết đến nhiều nhất qua vai diễn của ông trong các phim Chinatown, Bay trên tổ chim cúc cu, The Shining, Batman, As Good as It Gets và mới đây nhất là vai diễn trong phim The Departed (Điệp vụ Boston) của đạo diễn Martin Scorsese. Đây cũng là bộ phim cuối cùng của ông trước khi ông nghỉ hưu vào năm 2010.

## Tiểu sử
Nicholson sinh ngày 22 tháng 4 năm 1937 tại bệnh viện Jersey Shore Medical Center ở thành phố Neptune, tiểu bang New Jersey, mẹ ông, June Frances Nicholson, làm nghề ca múa (showgirl) với nghệ danh June Nilson. 6 tháng trước đó, cô June đã cưới một ông bầu gốc Ý tên là Donald Furcillo (nghệ danh Donald Rose) tại Elkton, Maryland. Tuy nhiên Furcillo là một người đã lập gia đình, và mặc dù ông này vẫn đề nghị được nuôi Jack, mẹ của cô June là bà Ethel đã quyết định sẽ nuôi dưỡng cháu mình để June có thể tiếp tục làm việc. Thực tế thì tuy Donald Furcillo tuyên bố mình là bố của Nicholson nhưng theo nhà viết tiểu sử Patrick McGilligan, người đã viết cuốn Jack's Life (Cuộc đời của Jack) thì rất có thể bố của Nicholson lại là Eddie King, người quản lý của mẹ ông, hơn nữa thì có thể chính cô June  cũng không chắc về việc ai là cha của con trai mình. Nicholson đã từ chối thử DNA để xác định vấn đề này.
Nicholson lớn lên mà vẫn tin rằng ông bà ngoại John J. Nicholson và Ethel May Rhoads là bố mẹ mình còn cô June là chị gái mình. Mãi đến năm 1974, một nhà báo của tạp chí TIME trong khi viết bài về Jack Nicholson mới tiết lộ cho ông sự thật về bố mẹ (thực chất là ông bà ngoại) và chị gái (thực chất là mẹ đẻ) của Jack. Khi đó thì cả mẹ và bà ngoại của ông đều đã qua đời, Nicholson, trước đó đã không biết cha mình là ai, nói "Chỉ có Ethel và June biết được người đó và họ đã không nói cho bất kỳ ai".
Nick là tên bạn bè thường gọi Jack Nicholson khi ông học cấp III tại trường Manasquan High School, tại đây năm 1954 cậu được cả lớp bầu là "class clown" (dịch nghĩa: Chú hề của lớp). Sau này một rạp hát và một giải thưởng kịch ở trường đã được mang tên ông. Năm 2004, bạn học của Jack đã rất ngạc nhiên và vui mừng khi Nicholson đã quay về tham dự lễ kỷ niệm 50 năm ngày khóa học của ông ra trường.

## Sự nghiệp

### Khởi đầu (1958-1967)
Khi mới tới Hollywood, Jack Nicholson làm việc cho hãng phim hoạt hình nổi tiếng Hanna-Barbera. Nhận thấy ông có năng khiếu họa sĩ, hãng đã đề nghị Nicholson học nghề họa sĩ hoạt hình ở đây, tuy nhiên Jack đã từ chối với lý do là ông muốn trở thành diễn viên.
Nicholson bắt đầu sự nghiệp điện ảnh với vai trò diễn viên, biên kịch và nhà sản xuất cho Roger Corman. Vai diễn đầu tiên của ông là trong phim The Cry Baby Killer (1958), đó là vai một đứa trẻ vị thành niên hoảng loạn sau khi bắn hai đứa trẻ khác. Nhưng sau đó, do khó tìm được vai diễn, Nicholson tham gia viết kịch bản phim nhiều hơn. Trong số này có các phim như Thunder Island (1963), Flight to Fury (1964) hay Ride in the Whirlwind (1965). Ông cũng tham gia hai tập của loạt phim truyền hình The Andy Griffith Show năm 1966-1967.

### Nổi tiếng
Sau khi khởi đầu sự nghiệp diễn viên chẳng đi đến đâu, Nicholson đã có vẻ định từ bỏ nó và chuyển hẳn sang làm biên kịch hoặc đạo diễn đứng sau máy quay. Thành công đầu tiên trong vai trò biên kịch của ông là khi một cảnh trong phim The Trip (1967), bộ phim này có sự tham gia của Peter Fonda và Dennis Hopper. Tuy nhiên, trong bộ phim tiếp theo của chính hai diễn viên nổi tiếng này, Jack Nicholson lại có được vai diễn lớn đầu tiên của mình, đó là vai luật sư nghiện rượu George Hanson, vai diễn này đã mang lại cho ông đề cử Oscar đầu tiên.
Một đề cử giải Oscar Nam diễn viên chính xuất sắc nhất đến với ông trong năm tiếp theo với vai diễn định hình phong cách diễn sau này của Nicholson, một vai diễn trong phim Five Easy Pieces (1970). Sau đó Jack tiếp tục thành công trong các phim The Last Detail (1973) và bộ phim hình sự kinh điển của đạo diễn Roman Polanski Chinatown (1974) (Jack được đề cử giải Nam diễn viên chính xuất sắc nhất cho vai diễn trong cả hai phim này).

### Thần tượng nước Mỹ

Cảnh quay đáng nhớ của Nicholson trong The Shining.

Nicholson giành giải Oscar đầu tiên cho vai diễn Randle P. McMurphy trong bộ phim của đạo diễn Miloš Forman, Bay trên tổ chim cúc cu (One Flew Over the Cuckoo's Nest) (1975). Đây là một trong 3 bộ phim duy nhất đoạt đủ bộ 5 giải Oscar quan trọng nhất (phim hay nhất, đạo diễn xuất sắc nhất, nam nữ diễn viên chính xuất sắc nhất và kịch bản xuất sắc nhất). Nicholson cũng được đề nghị vào vai Michael Corleone trong phim Bố già nhưng ông từ chối.
Sau đó, Nicholson bắt đầu nhận nhiều hơn những vai diễn khác thường. Ông chỉ đóng một vai nhỏ trong The Last Tycoon, đối đầu với nhân vật do Robert De Niro thủ vai. Ông cũng đóng một vai trong bộ phim miền Tây The Missouri Breaks chủ yếu để làm việc với Marlon Brando. Tiếp theo bộ phim này, Jack Nicholson quay bộ phim đầu tiên do ông đạo diễn, Goin' South.
Tuy vai diễn tiếp theo của Jack Nicholson trong phim The Shining (1980) của đạo diễn nổi tiếng Stanley Kubrick, dựa theo tiểu thuyết của Stephen King không được đề cử giải Oscar, vai diễn này vẫn được coi là một trong những vai diễn đáng chú ý nhất của Nicholson. Đến năm 1983, ông giành giải Oscar thứ hai, giải Nam diễn viên phụ xuất sắc nhất cho vai Garrett Breedlove, một phi hành gia vũ trụ đã về hưu, trong bộ phim Terms of Endearment.
Trong thập niên 1980, Nicholson tiếp tục tham gia đóng nhiều phim, trong đó có The Postman Always Rings Twice (1981), Reds (1981), Prizzi's Honor (1985), The Witches of Eastwick (1987) và Ironweed (1987). Các vai diễn trong Reds, Prizzi's Honor và Ironweed đã mang lại cho ông ba đề cử Oscar tiếp theo.
Năm 1989 bộ phim Batman (Người Dơi), trong đó Nicholson vào vai tên tội phạm The Joker, đã đạt doanh thu rất cao, riêng Jack Nicholson sau bộ phim này đã thu về 60 triệu USD. Nhân vật Joker do Jack Nicholson thể hiện trong phim đứng thứ 45 trong Danh sách 100 anh hùng và kẻ phản diện của Viện phim Mỹ ("AFI's 100 Years...100 Heroes & Villains"),
Jack Nicholson lại nhận được một đề cử Oscar với vai diễn đại tá nóng tính Nathan R. Jessep trong bộ phim A Few Good Men (Chỉ có vài người tốt) (1992). Trong tác phẩm này, câu thoại của Nicholson "You can't handle the truth! (Bạn không thể kiểm soát được sự thật!) đã trở nên rất nổi tiếng và đã được bắt chước trong nhiều bộ phim khác.
Không phải mọi vai diễn của Nicholson đều được đánh giá cao. Ông thậm chí đã được đề cử giải Mâm xôi vàng cho nam diễn viên dở nhất cho vai diễn trong các phim Man Trouble (1992) và Hoffa (1992). Tuy nhiên nghịch lý là cũng chính vai diễn của Nicholson trong Hoffa lại được đề cử giải Quả cầu vàng.
Giải Oscar Nam diễn viên chính xuất sắc nhất thứ hai đến với Nicholson nhờ vai Melvin Udall, một nhà văn bị hội chứng rối loạn ám ảnh cưỡng chế trong bộ phim tình cảm As Good as It Gets (1997).

### Những năm gần đây
Trong phim About Schmidt (2002), Nicholson đóng vai một chuyên viên thống kê đã nghỉ hưu đặt câu hỏi với chính cuộc đời mình và về cái chết của người vợ ít lâu sau đó. Diễn xuất kìm nén và lặng lẽ trong bộ phim này của ông tương phản rõ nét với rất nhiều vai diễn trước đó, và nhận được thêm một đề cử Oscar.
Năm 2006, Nicholson đánh dấu sự trở lại với một vai "kẻ ác", Frank Costello, một trùm băng đảng gốc Ireland tàn bạo ở Boston trong bộ phim giành nhiều giải Oscar của đạo diễn Martin Scorsese Điệp vụ Boston (The Departed).
Tháng 11 năm 2006, Nicholson bắt đầu quay bộ phim tiếp theo của ông, The Bucket List, ông đã phải cạo trọc đầu để vào vai cùng diễn viên Morgan Freeman, bộ phim sẽ được ra rạp vào cuối năm 2007.

## Cuộc sống riêng

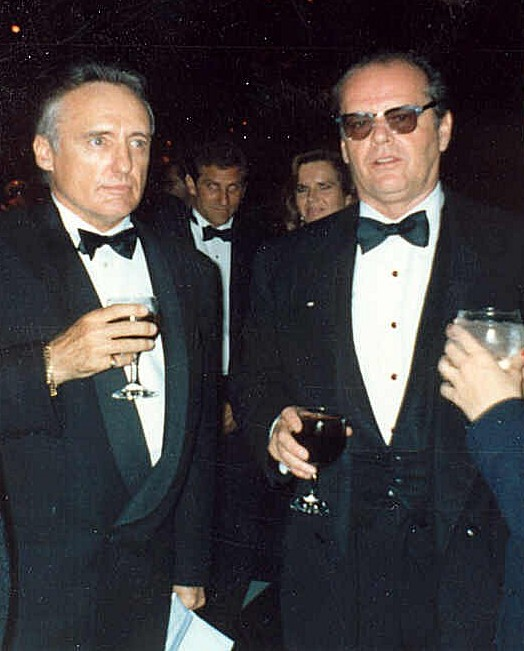
Nicholson (phải) và Dennis Hopper tại lễ trao giải Oscar năm 1990

Khi còn trẻ, Nicholson thậm chí đã được bầu vào danh sách "10 huyền thoại tình dục hàng đầu" (Top 10 Living Legends of Sex) của tạp chí khiêu dâm Maxim khi tuyên bố ông đã từng ngủ với 2.000 phụ nữ. Nicholson có 5 đứa con với 4 người phụ nữ khác nhau, trong khi ông chỉ mới cưới vợ một lần:
- Jennifer Nicholson (sinh năm 1963), con của ông với người vợ cũ Sandra Knight (cưới năm 1962, ly dị năm 1968).
- Caleb Goddard (sinh năm 1970), con của ông với with Susan Anspach
- Honey Hollman (sinh năm 1981), con của ông với with người mẫu Đan Mạch Winnie Hollman
- Lorraine Nicholson (sinh năm 1990) và Raymond Nicholson (sinh năm 1992), con của ông với Rebecca Broussard.

Trong vài thập kỷ, ông đã từng có quan hệ tình ái với nhiều diễn viên và người mẫu, trong đó mối quan hệ kéo dài lâu nhất là 17 năm với nữ diễn viên Anjelica Huston, con gái của đạo diễn John Huston. Tuy nhiên, mối quan hệ này cũng chấm dứt khi báo chí đưa tin Rebecca Broussard đang mang thai đứa con của Nicholson.
Jack là bạn thân của đạo diễn Roman Polanski và đã giúp đỡ đạo diễn này vượt qua rất nhiều khủng hoảng cá nhân trong đó có cái chết của vợ Polanski, Sharon Tate. Nicholson còn là hàng xóm trong vài năm với Marlon Brando ở khu Beverly Hills, sau khi Brando qua đời năm 2004, Nicholson đã mua căn nhà gỗ của ông với giá 6,1 triệu USD với mục đích thiêu hủy nó để tỏ lòng kính trọng của Jack với Brando.
Jack Nicholson nổi tiếng là người hâm mộ thể thao, ông là cổ động viên của đội bóng chày New York Yankees và bóng rổ Los Angeles Lakers. Trong suốt 25 năm, Nicholson luôn đến xem các trận đấu bóng rổ của đội Lakers ở hàng ghế đầu tiên sát với sân thi đấu. Năm 2001, Nicholson thậm chí còn phản đối trọng tài nhiều tới mức ông bị phạt lỗi kỹ thuật và đuổi khỏi sân. Cũng vì Jack không muốn bỏ lỡ những trận đấu sân nhà của Lakers mà các hãng phim phải sắp xếp kế hoạch quay phim ở gần sân đấu của đội này mỗi khi có trận đấu diễn ra.
Nicholson hâm mộ truyện tranh Người Dơi (Batman) từ năm 12 tuổi, nhân vật yêu thích của ông là nhân vật phản diện The Joker, ông đã vào vai chính nhân vật này trong bộ phim Batman năm 1989. Khi còn nhỏ, thậm chí ông còn mang tiền mua thức ăn để đi mua truyện tranh.

## Phim đã đóng
- The Wild Ride (1960)
- Back Door to Hell (1964)
- The Shooting (1966)
- Ride in the Whirlwind (1966)
- Hells Angels on Wheels (1967)
- Psych-Out (1968)
- Easy Rider (1969)
- Five Easy Pieces (1970)
- Carnal Knowledge (1971)
- The King of Marvin Gardens (1972)
- The Last Detail (1973)
- Chinatown (1974)
- The Fortune (1975)
- Bay trên tổ chim cúc cu (1975)
- The Passenger (1975)
- The Missouri Breaks (1975)
- Tommy (1975)
- The Last Tycoon (1976)
- Goin' South (1978)
- The Shining (1980)
- The Postman Always Ring Twice (1981)
- Reds (1981)
- The Border (1982)
- Terms of Endearment (1983)
- Prizzi's Honor (1985)
- Heartburn (1986)
- The Witches of Eastwick (1987)
- Ironweed (1987)
- Batman (1989)
- A Few Good Men (1992)
- Hoffa (1992)
- Wolf (1994)
- The Crossing Guard (1995)
- Blood and Wine (1996)
- Mars Attacks! (1996)
- As Good as it Gets (1997)
- The Pledge (2001)
- About Schmidt (2002)
- Anger Management (2003)
- Something's Gotta Give (2003)
- The Departed (2006)

## Giải thưởng và đề cử
Tính cho đến năm 2008, Jack Nicholson đã có 12 đề cử giải Oscar, nhiều thứ hai trong lịch sử giải thưởng này chỉ sau nữ diễn viên Meryl Streep (15 đề cử) và bằng với Katharine Hepburn (12 đề cử). Nicholson cùng với Paul Newman và Michael Caine là 3 nam diễn viên được đề cử ở hạng mục diễn xuất trong 5 thập niên (với Nicholson và Caine là 1960, 1970, 1980, 1990 và 2000; với Newman là 1950, 1960, 1980, 1990 và 2000). Ông cũng là nam diễn viên giành được nhiều tượng vàng Oscar nhất (3 lần, ngang bằng với Walter Brennan) với 2 chiến thắng ở hạng mục Vai nam chính và 1 ở hạng mục Vai nam phụ. Có một sự trùng hợp là cứ mỗi phim Nicholson giành giải Oscar thì nữ diễn viên đóng vai nữ chính trong phim đó cũng giành được giải Oscar (Louise Fletcher trong Bay trên tổ chim cúc cu, Shirley MacLaine trong Terms of Endearment và Helen Hunt trong As Good as It Gets). Tính cho đến năm 2007, Jack Nicholson đã xuất hiện trong 7 bộ phim giành giải Oscar Phim hay nhất vào các năm 1972, 1977, 1978, 1990, 1993, 2006 và 2007.